# Loxopora dentilineata
Loxopora dentilineata is een vlinder uit de familie spanners (Geometridae). De wetenschappelijke naam van deze soort is voor het eerst geldig gepubliceerd in 1914 door Warren.
De soort komt voor in tropisch Afrika.